# Вашингтон, Ричард
Ричард Ли Вашингтон (англ. Richard Lee Washington; родился 15 июля 1955 года в Портленде, штат Орегон, США) — американский профессиональный баскетболист. Чемпион Национальной ассоциации студенческого спорта (NCAA) сезона 1974/1975 годов.

## Ранние годы
Ричард Вашингтон родился 15 июля 1955 года в городе Портленд (штат Орегон), учился там же в политехнической школе имени Саймона Бенсона, в которой играл за местную баскетбольную команду. Будучи высоким проворным игроком, Вашингтон три года подряд признавался лучшим спортсменом штата, а также включался в первую сборную всех звёзд школьного турнира Орегона (1971—1973). За три года его команда одержала 77 побед при 6 поражениях, выиграв школьный чемпионат штата в 1971 и 1973 годах. Кроме того Ричард занимался барьерным бегом, а также играл в американский футбол на позиции энд-ресивера, став лучшим игроком команды в младшем классе.

## Студенческая карьера
В 1976 году закончил Калифорнийский университет в Лос-Анджелесе, где в течение трёх лет играл за студенческую команду «УКЛА Брюинз», в которой провёл успешную карьеру под руководством тренеров, члена Зала славы баскетбола, Джона Вудена и, члена национального студенческого Зала славы, Джина Бартоу, набрав в итоге 1235 очков в 87-х играх (14,2 очка в среднем за игру) и сделав 582 подбора. При Вашингтоне «Брюинз» по три раза выигрывали регулярный чемпионат и турнир конференции Pacific-8, а также три раза выходили в плей-офф студенческого чемпионата США (1974—1976).
В 1974 году «УКЛА Брюинз» вышли в финал четырёх турнира NCAA (англ. Final Four), где в полуфинале, 23 марта, в упорной борьбе проиграли, будущему победителю турнира, команде Дэвида Томпсона и Томми Берлсона «НК Стэйт Вульфпэк», со счётом 77—80, в котором Вашингтон не принимал участия, просидев весь матч на скамейке запасных. В следующем году «Мишки» стали чемпионами Национальной ассоциации студенческого спорта (NCAA), а Ричард Вашингтон был признан самым выдающимся игроком этого баскетбольного турнира. 22 марта «Брюинз» вышли в финал четырёх турнира NCAA, где сначала в полуфинале, 29 марта, в упорной борьбе, в дополнительное время, обыграли команду «Луисвилл Кардиналс» со счётом 75—74, в котором Ричард стал лучшим по результативности игроком своей команды, набрав 26 очков, а затем в финальной игре, 31 марта, обыграли команду Кевина Греви, Джека Гивенса и Рика Роуби «Кентукки Уайлдкэтс» со счётом 92—85, где Вашингтон также стал лучшим по результативности игроком своей команды, набрав 28 очков.
В сезоне 1974/1975 годов Джон Вуден выиграл с «УКЛА Брюинз» десятый титул за двенадцать лет, после чего решил закончить свою тренерскую карьеру и уйти на пенсию. В межсезонье в команде произошла смена тренера, на место Вудена был назначен Джин Бартоу, которая впрочем не помешала «Мишкам» в сезоне 1975/1976 годов снова, в десятый раз подряд, выйти в финал четырёх NCAA. В полуфинальном матче, 27 марта, «Брюинз» проиграли, будущему победителю турнира, команде Кента Бенсона, Скотта Мэя и Куинна Бакнера «Индиана Хузерс» со счётом 51—65, в котором Вашингтон стал лучшим по результативности игроком своей команды, набрав 15 очков. По итогам сезона Ричард был включён в 1-ю всеамериканскую сборную NCAA.

## Профессиональная карьера
Играл на позиции тяжёлого форварда и центрового. 8 июня 1976 года был выбран в первом раунде на драфте НБА под общим 3-м номером клубом «Канзас-Сити Кингз», где провёл свои лучшие годы в НБА, отыграв первые три сезона своей профессиональной карьеры, в течение которых набрал 2107 очков за 178 игр (в среднем 11,8 за игру). В своём последнем сезоне в составе «Кингз» Ричард из-за перелома ноги провёл всего восемнадцать игр, которую он сломал в самом начале регулярки, 24 октября 1978 года в матче против «Чикаго Буллз», после чего уже не смог выйти на свой прежний уровень. В том сезоне «Короли» вышли в плей-офф со второго места в Западной конференции, став победителем Средне-Западного дивизиона. Как победители дивизиона «Канзас-Сити» пропускали первый раунд плей-офф, а в полуфинале Западной конференции проиграли команде «Финикс Санз» со счётом 1—4 в серии. В межсезонье, 9 октября 1979 года, Вашингтон был обменян на Эрни Грюнфельда в клуб «Милуоки Бакс», а также на выбор во втором раунде на драфте НБА 1980 года, в составе которого отыграл всего один сезон. Баскетболисты «Бакс» в сезоне 1979/1980 годов также вышли в плей-офф со второго места в Западной конференции, заняв первое место в том же Средне-Западном дивизионе. Как победители дивизиона «Олени» пропускали первый раунд плей-офф, а в полуфинале конференции со счётом 3—4 в серии проиграли команде «Сиэтл Суперсоникс».
В 1980 году был выставлен руководством «Бакс» на драфт расширения НБА, на котором 28 мая был выбран под 21-м номером новообразованным клубом «Даллас Маверикс», однако провёл в его составе всего одиннадцать матчей, после чего вместе с Джеромом Уайтхедом, 30 октября того же года, был обменян в команду «Кливленд Кавальерс» на Билла Робинзайна, а также на выбор в первом раунде на драфтах 1983 и 1986 годов. На следующий день Вашингтон подписал с «Кавалерами» контракт до конца следующего сезона, в котором Ричард из-за повреждения обоих коленей провёл всего восемнадцать игр. Последствия травмы оказались очень серьёзными, после чего у него пропало всякое желание играть, поэтому по окончании сезона он объявил о завершении своей профессиональной карьеры. Всего за карьеру в НБА сыграл 351 игру, в которых набрал 3456 очков (в среднем 9,8 за игру), сделал 2204 подбора, 409 передач, 224 перехвата и 277 блок-шотов.

## Личная жизнь
Ричард и его жена Лейко проживают в городке Милуоки (штат Орегон), пригороде Портленда, где воспитали двух дочерей. С юных лет он проявлял большую заинтересованность в строительстве и конструировании, поэтому в 1993 году основал собственную генподрядную строительную компанию «Richard Washington Construction». В 1988 году Ричард Вашингтон был введён в спортивный Зал славы Орегона.

## Статистика

### Статистика в НБА
| Сезон                                                                                    | Команда     | Регулярный сезон | Регулярный сезон | Регулярный сезон | Регулярный сезон | Регулярный сезон | Регулярный сезон | Регулярный сезон | Регулярный сезон | Регулярный сезон | Регулярный сезон | Регулярный сезон | Серия плей-офф | Серия плей-офф | Серия плей-офф | Серия плей-офф | Серия плей-офф | Серия плей-офф | Серия плей-офф | Серия плей-офф | Серия плей-офф | Серия плей-офф | Серия плей-офф |
| Сезон                                                                                    | Команда     | GP               | GS               | MPG              | FG%              | 3P%              | FT%              | RPG              | APG              | SPG              | BPG              | PPG              | GP             | GS             | MPG            | FG%            | 3P%            | FT%            | RPG            | APG            | SPG            | BPG            | PPG            |
| ---------------------------------------------------------------------------------------- | ----------- | ---------------- | ---------------- | ---------------- | ---------------- | ---------------- | ---------------- | ---------------- | ---------------- | ---------------- | ---------------- | ---------------- | -------------- | -------------- | -------------- | -------------- | -------------- | -------------- | -------------- | -------------- | -------------- | -------------- | -------------- |
| 1976/77                                                                                  | Канзас-Сити | 82               |                  | 27,6             | 43,1             |                  | 69,7             | 8,5              | 1,0              | 0,8              | 1,1              | 13,0             | Не участвовал  | Не участвовал  | Не участвовал  | Не участвовал  | Не участвовал  | Не участвовал  | Не участвовал  | Не участвовал  | Не участвовал  | Не участвовал  | Не участвовал  |
| 1977/78                                                                                  | Канзас-Сити | 78               |                  | 28,6             | 47,7             |                  | 75,4             | 8,4              | 1,5              | 0,9              | 0,9              | 12,8             | Не участвовал  | Не участвовал  | Не участвовал  | Не участвовал  | Не участвовал  | Не участвовал  | Не участвовал  | Не участвовал  | Не участвовал  | Не участвовал  | Не участвовал  |
| 1978/79                                                                                  | Канзас-Сити | 18               |                  | 8,9              | 34,1             |                  | 62,5             | 2,7              | 0,4              | 0,4              | 0,2              | 2,1              | 4              |                | 13,0           | 55,0           |                | 100,0          | 3,3            | 0,0            | 0,3            | 0,3            | 6,0            |
| 1979/80                                                                                  | Милуоки     | 75               |                  | 14,6             | 46,8             | -                | 60,5             | 3,7              | 0,7              | 0,3              | 0,6              | 5,9              | 7              |                | 16,0           | 53,2           | -              | 25,0           | 2,9            | 0,4            | 0,6            | 1,1            | 7,3            |
| 1980/81                                                                                  | Даллас      | 11               |                  | 27,9             | 43,6             | -                | 73,9             | 7,6              | 1,5              | 0,5              | 0,6              | 10,8             | Не участвовал  | Не участвовал  | Не участвовал  | Не участвовал  | Не участвовал  | Не участвовал  | Не участвовал  | Не участвовал  | Не участвовал  | Не участвовал  | Не участвовал  |
| 1980/81                                                                                  | Кливленд    | 69               |                  | 21,8             | 45,9             | 50,0             | 75,0             | 5,3              | 1,6              | 0,6              | 0,8              | 9,9              | Не участвовал  | Не участвовал  | Не участвовал  | Не участвовал  | Не участвовал  | Не участвовал  | Не участвовал  | Не участвовал  | Не участвовал  | Не участвовал  | Не участвовал  |
| 1981/82                                                                                  | Кливленд    | 18               | 2                | 17,4             | 43,5             | 0,0              | 60,0             | 4,2              | 0,8              | 0,4              | 0,1              | 6,1              | Не участвовал  | Не участвовал  | Не участвовал  | Не участвовал  | Не участвовал  | Не участвовал  | Не участвовал  | Не участвовал  | Не участвовал  | Не участвовал  | Не участвовал  |
|                                                                                          | Всего       | 351              | 2                | 22,4             | 45,3             | 25,0             | 71,1             | 6,3              | 1,2              | 0,6              | 0,8              | 9,8              | 11             |                | 14,9           | 53,7           | -              | 50,0           | 3,0            | 0,3            | 0,5            | 0,8            | 6,8            |
| Наведите курсор мыши на аббревиатуры в заголовке таблицы, чтобы прочесть их расшифровку. |             |                  |                  |                  |                  |                  |                  |                  |                  |                  |                  |                  |                |                |                |                |                |                |                |                |                |                |                |